# Rain of Dream 夢の罪
「Rain of Dream 夢の罪」（レイン・オブ・ドリーム ゆめのつみ）は、西城秀樹の55枚目のシングル。1986年9月5日にRCAから発売された。

## 収録曲
1. Rain of Dream 夢の罪
作詞：松本一起／作曲：沢村拓二／編曲：難波弘之
2. ROOM NUMBER 3021
作詞：与詞古／作曲：中村公貴／編曲：大谷和夫

## この頃のできごと
- 1986年10月14日 – 19日 - 香港、シンガポールにてコンサート「Caravan From Tokyo - HIDEKI SAIJO CONCERT TOUR '86 -」を開催。